# Certosa di Pavia (település)
Certosa di Pavia (lombardul: La Certusa) település Olaszországban, Lombardia régióban, Pavia megyében. Lakosainak száma 5473 fő (2023. január 1.). Certosa di Pavia Giussago, Borgarello, Marcignago, Vellezzo Bellini és Pavia községekkel határos.

## Népesség
A település lakossága az elmúlt években az alábbi módon változott:
| Lakosok száma | 5391 | 5435 | 5473 |
|               | 2017 | 2018 | 2023 |